# Phoroncidia moyobamba
Phoroncidia moyobamba är en spindelart som beskrevs av Claude Lévi 1964. Phoroncidia moyobamba ingår i släktet Phoroncidia och familjen klotspindlar. Inga underarter finns listade i Catalogue of Life.